# Линийка
Линийката е прост уред за измерване на дължина и чертане на прави линии. Използва се в математиката, техническото чертане, печатането, картографията и други. Представлява правоъгълен отрязък, на който поне една от дългите страни е разграфена с нанесени деления, кратни на най-малката единица за измерване на дължина (сантиметър, милиметър, инч).
В миналото линийките са се изработвали от дърво, но с развитието на техниката и научните достижения, днес предпочитаният материал е пластмаса, макар да съществуват и дървени и метални линийки.
Най-старите намерени линийки са изработени от индската цивилизация около 1500 г. пр.н.е. и са направени от слонова кост, като най-малкото им деление е точно 1⁄16 от инча. Сгъваемият (дърводелски) метър е изобретен през 1851 г.